# El valle de las muñecas
Valley of the Dolls, conocida en España e Hispanoamérica como El valle de las muñecas, es una película dramática de 1967 dirigida por Mark Robson y protagonizada por Barbara Parkins, Patty Duke y Sharon Tate. El largometraje está basado en la novela homónima de 1966 escrita por Jacqueline Susann.

## Sinopsis
La joven de provincias Anne Welles (Barbara Parkins) es contratada como secretaria en la agencia teatral que representa a Helen Lawson (Susan Hayward), una despiadada diva de Broadway que teme que la talentosa Neely O'Hara (Patty Duke) le haga sombra, por lo que obliga al jefe de Anne a presionar a la joven para que abandone el espectáculo que está a punto de estrenarse. Disgustada por la injusticia cometida con Neely, Anne decide abandonar la agencia, pero Lyon Burke (Paul Burke), el apuesto socio de su jefe, la convence de no renunciar. Poco después, Anne y Neely entablan amistad con Jennifer North (Sharon Tate), una corista de poco talento cuya única arma es su atractivo físico. Las tres mujeres, igual de ambiciosas, compartirán la fortuna y la desdicha del mundo del espectáculo, donde las adicciones y los fracasos amorosos las sumergirán en una espiral de autodestrucción de la que no todas podrán salir.

## Reparto
- Barbara Parkins - Anne Welles
- Patty Duke - Neely O'Hara
- Paul Burke - Lyon Burke
- Sharon Tate - Jennifer North
- Tony Scotti - Tony Polar
- Lee Grant - Miriam
- Susan Hayward - Helen Lawson
- Martin Milner - Mel Anderson
- Charles Drake - Kevin Gillmore
- Alexander Davion - Ted Casablanca
- Richard Angarola - Claude Chardot
- Naomi Stevens - Miss Steinberg
- Robert H. Harris - Henry Bellamy
- Jacqueline Susann - Periodista

## Producción

### Judy Garland
Antes del inicio de la filmación el 13 de marzo de 1967, hubo mucha publicidad en torno a la participación de Judy Garland en el largometraje interpretando el personaje de Helen Lawson debido a que Garland llevaba cinco años sin actuar en una película; su último filme, I Could Go On Singing, fue rodado en 1962 y estrenado en marzo de 1963, y pese a las críticas moderadamente favorables, fue un fracaso en taquilla. Poco después, en el otoño de 1963, Garland se embarcó en una serie de televisión de variedades en la CBS, The Judy Garland Show. Pese a las críticas positivas de la prensa, los índices de audiencia eran bajos y el programa fue cancelado finalmente en la primavera de 1964. Para 1967, Garland se hallaba en serios problemas económicos y urgentemente necesitada de trabajo, por lo que en febrero de ese año firmó un contrato con 20th Century Fox para interpretar a Helen Lawson en la versión fílmica de Valley of the Dolls. De acuerdo con Gerold Frank, autor de la biografía Judy, la actriz iba a cobrar $75 000 por ocho semanas de trabajo, con un extra de $25 000 por cada semana adicional, lo que incluía además que Garland cantase una canción en la película.
En marzo, Garland voló a Nueva York para asistir a la boda de su hija Liza Minnelli con Peter Allen, reuniéndose el día 2 de ese mes con Jacqueline Susann en una conferencia de prensa destinada a promocionar la película. Sumado a esto, tanto Garland como Susann aparecieron como invitadas en el programa de la CBS What's My Line on Sunday el 5 de marzo para promover el largometraje, regresando Garland a Hollywood para empezar a trabajar en el filme. Inicialmente, la producción no presentó problemas; Garland empezó a colaborar en el proyecto el 27 de marzo, llegando a realizar varias pruebas de vestuario filmadas el 14 de abril y a grabar con éxito el mismo mes la canción «I’ll Plant My Own Tree», la cual no era del gusto de la actriz, quien prefería en su lugar la canción «Get Off Looking Good». No obstante, tras una semana de rodaje, Garland fue incapaz de seguir trabajando y se volvió fuertemente dependiente del alcohol y del analgésico Demerol; Susann, quien en virtud de su contrato interpretó un pequeño papel y compartía además la sala de vestuario con Garland, encontró el fármaco en su armario. El 19 de abril, Garland se presentó en el set de rodaje 45 minutos tarde y se encerró en su camerino, saliendo del mismo horas después y siendo capaz de hacer solo seis tomas ese día. Cuando fue despedida por Fox el 27 de abril, la actriz suplicó una nueva oportunidad, pero el estudio se negó, aunque sí accedió a pagar la mitad del sueldo estipulado; $37 500. Garland terminaría declarando que el decorado de la película todavía no había sido instalado y que habían sido los tabloides quienes la habían obligado a abandonar el proyecto.
En una proyección de la película en el Castro Theater el 20 de julio de 2009, Patty Duke declaró que Mark Robson hacía esperar a Garland desde las ocho de la mañana hasta las cuatro de la tarde antes de filmar sus escenas, consciente de que para entonces la actriz estaría ebria dados sus conocidos problemas de alcoholismo. En su autobiografía de 1987 Call Me Anna, Duke confesó sentir que Garland había sido deliberadamente explotada por el estudio:

Los productores tal vez se han sentido justificados al contratarla en primer lugar... habían sacado su PR de relaciones públicas de la situación, las historias de «Judy vuelve» habían creado una extraordinaria publicidad para la película y ahora ella era reemplazable.

### Reparto
Tras considerarse a Tammy Grimes y Bette Davis como posibles sustitutas (habiendo sido Lucille Ball la opción inicial y rechazando Ginger Rogers el papel tras el despido de Garland debido a su odio al guion), Helen, personaje para el que también se consideró a Joan Crawford, fue finalmente interpretada por Susan Hayward, quien se unió al proyecto el 4 de mayo y tuvo una relación difícil con el resto de miembros del reparto y del equipo técnico, convirtiéndose sus enfrentamientos con Duke en parte de la tensión dramática existente entre sus personajes. De hecho, durante el rodaje de la escena donde ambas tienen un enfrentamiento en un tocador, Duke, tal y como estaba escrito en el guion, empujó a Hayward, quien cayó al suelo (circunstancia no prevista en el guion), lo que provocó una situación muy violenta cuando Robson acusó a Duke de haber agredido a Hayward a propósito. Sumado a esto, el director fue muy exigente con todas las actrices, particularmente con Sharon Tate, ganándose el odio de Duke, quien tras la muerte de Robson llegaría a referirse a él en términos ofensivos. El director fue testigo por otro lado de la muerte de David Weisbart, coproductor de la cinta, quien falleció el 21 de julio de 1967 a causa de una insuficiencia cardiaca mientras jugaba al golf en el Brentwood Country Club con Robson.

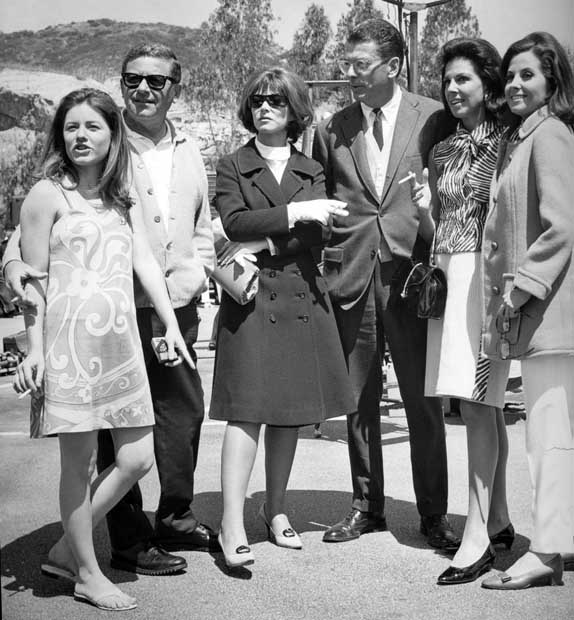
Patty Duke, Mark Robson, Lee Grant, David Weisbart, Jacqueline Susann y Barbara Parkins durante el rodaje de la película.

Respecto al resto del elenco, Duke aceptó interpretar a Neely O'Hara (papel rechazado por Jane Fonda y para el cual audicionó Helen Mirren de acuerdo con su autobiografía) debido a que el personaje representaba para ella una oportunidad de transicionar hacia papeles más adultos, además de por su dinamismo, ya que el guion le permitía actuar, cantar y bailar, aunque se mostró furiosa cuando tuvo conocimiento de que sus canciones serían dobladas.
Barbara Parkins, quien odiaba su vestuario en la película, audicionó para el papel de Nelly antes de ser elegida para interpretar a Anne Welles (personaje para el cual habían sido consideradas Marlo Thomas y Candice Bergen, esta última como primera opción). Por su parte, Tate obtuvo el papel de Jennifer North, para el cual también habían sido consideradas Mary Tyler Moore y Ursula Andress (quien lo rechazó), después de que Raquel Welch, quien había hecho una prueba de cámara, lo rechazase tras serle ofrecido debido a su negativa a interpretar a un personaje sexualizado (pidió en cambio interpretar a Nelly, a lo que el estudio se negó), si bien Tate aceptó participar en el largometraje únicamente con la esperanza de que el éxito de la cinta la ayudase a conseguir mejores papeles, ya que ni la novela ni el guion de la película eran de su agrado, aunque su actuación le valió una nominación a los premios Globo de Oro.
Además de las anteriores, Petula Clark, Ann-Margret, Jill Ireland y Julie Christie (quien rechazó tanto el personaje de Anne como el de Jennifer) fueron igualmente consideradas para interpretar al trío protagónico. En cuanto al personaje de Tony Polar, Susann deseaba que fuese interpretado por Elvis Presley, realizando Robert Forster una prueba de cámara para el papel, el cual obtendría finalmente Tony Scotti. Por otro lado, esta película supuso el debut cinematográfico de Richard Dreyfuss.

### Vestuario
En cuanto al vestuario, a cargo de William Travilla, quien elaboró 134 conjuntos para las cuatro actrices principales, Garland recibió como regalo tras su despido el traje pantalón de lentejuelas que el personaje de Helen luce en la escena en la que tiene una pelea con Nelly en un tocador (otras fuentes afirman que fue la propia actriz quien, en un ataque de rabia, se llevó consigo el vestuario de su personaje, o al menos el traje de lentejuelas, tras ser despedida). Debido a que Garland tenía una estatura inferior a la de Hayward, los trajes tuvieron que ser reelaborados para ajustarse a su cuerpo, lo que provocó ciertos inconvenientes entre Hayward y Travilla. El propio diseñador declaró al respecto:

Me hizo sacar todo: el forro, las almohadillas, todo. De esa manera, pensó que se vería más delgada. Argumenté que los vestidos se deformarían. Al final, no tuve otra opción más que sacarlo todo; solo quedaron los collares.

Por otro lado, a Garland le gustó tanto el atuendo de lentejuelas que pidió a Travilla que le confeccionase una copia en blanco y otra en rojo con un coste de $1500 cada una.

### Banda sonora

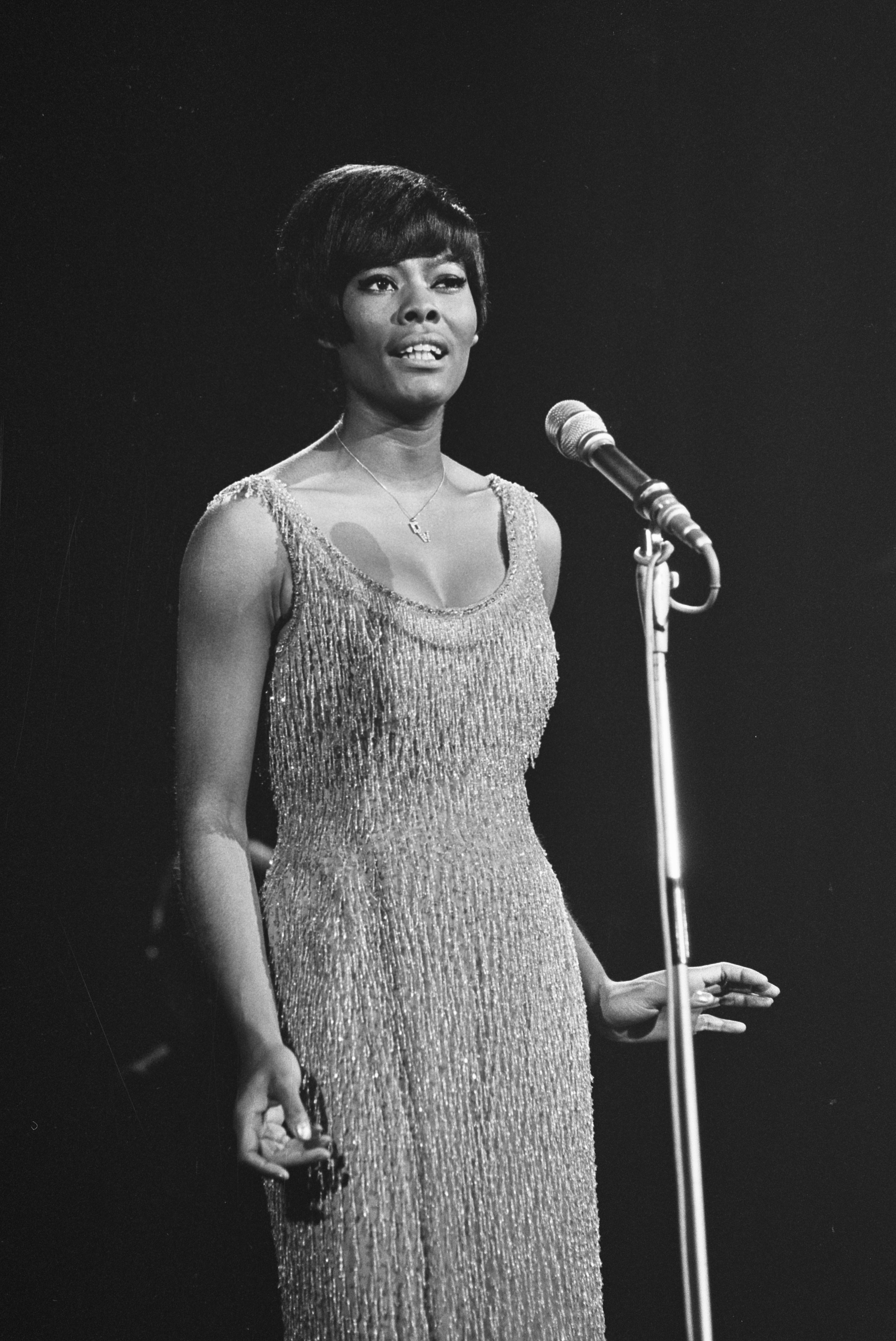
Dionne Warwick.

La banda sonora de la película fue publicada en 1967. Pese a que Dionne Warwick cantaba el tema principal, la cantante tenía un contrato con Scepter Records, lo que impidió que su versión fuese publicada en el álbum, aunque una nueva grabación del tema aparecería en el LP Dionne Warwick in Valley of the Dolls. De acuerdo con Susann, ella misma escribió la letra de la canción inicial del largometraje debido a que sentía que la letra de Dory Previn no reflejaba el trasfondo de la historia relatada. El filme contiene dos versiones del tema con letra diferente: una versión en los créditos iniciales y otra, con la letra de la versión grabada por Warwick, al final del largometraje.
Margaret Whiting grabó «I'll Plant My Own Tree» para la película, mientras que por motivos contractuales Eileen Wilson grabó la misma canción para el álbum. Por su parte, «It's Impossible» y «Give a Little More» fueron ambas grabadas por Gaille Heidemann tanto para la película como para el álbum, si bien, al igual que Wilson, no figura acreditada.

#### Pistas
1. «Theme from "Valley of the Dolls"» - 4:04 (cantada por Dory Previn; narrada por Barbara Parkins)
2. «It's Impossible» - 2:12 (cantada por Gaille Heidemann)
3. «Ann at Lawrenceville» - 2:37 (instrumental)
4. «Chance Meeting» - 2:31 (instrumental)
5. «Neely's Career Montage» - 1:59 (instrumental)
6. «Come Live with Me» - 2:01 (cantada por Tony Scotti)
7. «I'll Plant My Own Tree» - 2:24 (cantada por Eileen Wilson)
8. «The Gillian Girl Commercial» - 2:04 (instrumental)
9. «Jennifer's French Movie» - 2:26 (instrumental)
10. «Give a Little More» - 2:02 (cantada por Gaille Heidemann)
11. «Jennifer's Recollection» - 2:52 (instrumental; contiene una repetición de «Come Live with Me», cantada por Tony Scotti)
12. «Theme from "Valley of the Dolls" Reprise» - 3:00 (cantada por Dory Previn)

La versión de «I'll Plant My Own Tree» cantada por Garland fue finalmente publicada en 1976 en la recopilación Cut! Outtakes from Hollywood's Greatest Musicals. Por otro lado, Barbara Seaman afirma que Ruth Batchelor, autora de la letra de algunas canciones de Elvis Presley, escribió la letra de una pequeña canción para la película la cual fue rechazada por el estudio puesto que Previn ya había escrito la letra de toda la banda sonora, si bien esta canción fue grabada por The Arbors y empleada como tema de apertura en el documental de 1967 Jacqueline Susann and the Valley of the Dolls.

### Tráiler
En el tráiler de la película, además de figurar algunas tomas distintas a las empleadas en el largometraje, se realiza una breve presentación de cada uno de los personajes femeninos indicando el color de la píldora que consumen, aunque en el filme todas las píldoras son de color rojo:
- Anne Welles: «Una buena chica con una cara de un millón de dólares y todas las malas oportunidades. Tomó las píldoras verdes».

- Neely O'Hara: «Era una niña dulce y entonces alguien la puso en los reflectores y la convirtió en una alcohólica. Tomó las píldoras rojas».

- Jennifer North: «Símbolo sexual internacional victimizado por todos. Tomó las píldoras azules».

- Helen Lawson: «Tenía el talento para llegar a la cumbre. Una instintiva luchadora con uñas y garras que cayó tambaleándose. Tomó las píldoras amarillas».

Pese a que se indica que Helen consume pastillas, en realidad este personaje es el único que no sufre ninguna adicción.

## Estreno
La première  de la película, considerada la más larga del mundo, tuvo lugar el 14 de noviembre de 1967 y duró 28 días a bordo del crucero SS Princess Italia, el cual navegó desde Venecia hasta el Sur de California con diversas paradas, incluyendo Las Islas Canarias, Miami, Nasáu, Kingston, Columbia, el Canal de Panamá y Acapulco. A bordo viajaban varios miembros del equipo técnico y el reparto (entre ellos Robson, Sussann, Parkins, Duke y Tate) así como varios medios de prensa, todo ello destinado a otorgar publicidad al filme. Del mismo modo, se produjo el especial de televisión Valley of the Dolls: A World Premiere Voyage (1967) con el fin de promocionar el largometraje, el cual fue estrenado en cines el 15 de diciembre de 1967.

## Diferencias con la novela
El final de la película es drásticamente distinto con respecto a la novela. En el filme, Anne y Lyon no se casan ni tienen un hijo juntos; en su lugar, Anne abandona a Lyon y regresa a Lawrenceville, descrito como el único lugar en que puede hallar la verdadera felicidad, y pese a que Lyon la visita posteriormente para proponerle matrimonio, ella lo rechaza. Este cambio de última hora en el guion provocó que el guionista Harlan Ellison, partidario del final original, solicitase la retirada de su nombre de los créditos. Otra diferencia importante radica en que la película está ambientada entre mediados y finales de la década de 1960, transcurriendo los acontecimientos en un periodo de pocos años, mientras que en la novela la historia comienza en 1945 y se desarrolla a lo largo de dos décadas. Del mismo modo, pese a que la novela comienza durante una ola de calor, el largometraje muestra al inicio un paisaje invernal debido a que los productores deseaban empezar el rodaje cuanto antes en vez de esperar a la época estival para dar comienzo a la filmación, hecho que enfureció a Susann, quien siempre sintió rechazo hacia la película, a la que llegó a referirse como «un pedazo de mierda». Por otro lado, la censura obligó a eliminar y a enmascarar en el filme ciertas partes de la novela, como la experimentación de Jennifer con el lesbianismo, la homosexualidad del personaje de Ted Casablanca y la preferencia de Tony por la sodomía.

## Recepción y legado
Tras su estreno, la película fue ampliamente despreciada y vilipendiada por la crítica. Bosley Crowther escribió en el ejemplar de The New York Times del 16 de diciembre de 1967: «...Todo lo que un admirador de películas respetuoso puede hacer es reírse de ella y rechazarla». Pese a ello, el largometraje obtuvo un rotundo éxito, convirtiéndose en la película de 20th Century Fox más taquillera de 1968 (recaudó $50 millones a nivel mundial con un presupuesto de $5 millones) y en el sexto mayor éxito comercial de 1967 con una recaudación de $44 millones a nivel nacional, si bien la audiencia tuvo dificultades para aceptar que Duke, conocida hasta entonces por sus personajes de joven dulce e inocente, apareciese como una mujer alcohólica y adicta a las pastillas, lo que constituía irónicamente un reflejo de la vida personal de la actriz.
La película fue incluida en el libro The Fifty Worst Films of All Time (And How They Got That Way), por Harry Medved y Randy Lowell. Sumado a lo anterior, el largometraje posee en el sitio web Rotten Tomatoes un porcentaje del 35% de aceptación basado en 37 críticas. Además, Leonard Maltin, en su publicación anual TV Movies, afirma lo siguiente:

Las risas involuntarias dispersas no compensan la adaptación terriblemente escrita, actuada y dirigida del best-seller de Jacqueline Susann.

Pese a que tanto la novela como la película fueron castigadas por la crítica, ambas fueron dos grandes éxitos financieros y terminarían por convertirse en clásicos camp así como en objeto de culto entre la comunidad gay en el caso del largometraje por el hecho de mostrar a Duke, icono LGTB. Respecto al filme, de acuerdo con los registros de Fox la cinta necesitaba recaudar $9 700 000 en cines para cubrir gastos, obteniendo unos ingresos de $22 925 000, lo que supuso la obtención de beneficios.
Por otro lado, Beyond the Valley of the Dolls (1970), parodia de Valley of the Dolls, fue filmada por 20th Century Fox pese a una demanda interpuesta por Susann. La escritora había creado el título de una secuela escrita por Jean Holloway la cual fue rechazada por el estudio, lo que permitió al director Russ Meyer filmar una película radicalmente diferente manteniendo el mismo título. La demanda llegó a juicio después de la muerte de Susann en 1974, siendo Fox condenada a pagar $2 millones.
En el documental de 2001 Backstory: "Valley of the Dolls", Parkins señaló el paralelismo existente entre los personajes y la vida privada de las actrices: Nelly sufre problemas de adicción y protagoniza sonados escándalos, situación vivida por Duke en la vida real; Anne se retira de la vida pública tras haber gozado de éxito, algo similar a lo que hizo Parkins; y Jennifer, por su parte, es la única de las tres protagonistas en morir, mientras que Tate murió asesinada menos de dos años después del estreno del filme (tras su muerte, la película fue reestrenada con su nombre en la posición más destacada en las marquesinas de los cines el 13 de agosto de 1969, día en que tuvo lugar el entierro de la actriz, volviendo a convertirse en un éxito en taquilla).

## Nominaciones

### Premios Óscar
| Categoría                              | Nominados     |
| -------------------------------------- | ------------- |
| Óscar a la mejor banda sonora original | John Williams |

### Premios Globo de Oro
| Categoría                                       | Nominados   |
| ----------------------------------------------- | ----------- |
| Globo de Oro a la nueva estrella del año-Actriz | Sharon Tate |

### Premios Grammy
| Categoría                                               | Nominados    |
| ------------------------------------------------------- | ------------ |
| Grammy al mejor álbum de banda sonora para medio visual | André Previn |